# こと座ミュー星
こと座μ星（ことざミューせい、μ Lyrae、μ Lyr）は、こと座の恒星。

## 名称
アラビア語の「（鷲の）鉤爪」を意味するالأظفر（al-’uz̧fur）に由来する、Alathfar（Al Athfar）という固有名を持つとされる。こと座μ星にこの固有名があてられたのは、カズウィーニーが"Al Aṭhfār"と記したのが元とされる。アラドファル（Aladfar）の固有名を持つこと座η星、或いはこと座θ星と、しばしば混同される。

## 特徴
こと座μ星は、見かけの等級が5.1で、スペクトル型はA3 IVnとされる。太陽からは、約410光年の距離にある。光度は太陽の200倍、表面温度は9,015K程度と推定される。
こと座μ星は、高速自転星で、自転速度は165km/sと見込まれ、太陽の83倍にも上る。スペクトル型の接尾辞"n"も、吸収線の幅が広がっていることを示し、自転が速いことを示す。速い自転の遠心力によって、こと座μ星は赤道方向に伸びており、赤道方向の径は極方向の径より17%くらい長くなっているとみられる。